# Marta Martjanova
Marta Valerjevna Martjanova (ryska: Марта Валерьевна Мартьянова), född 1 december 1998, är en rysk fäktare.
Martjanova var en del av Ryska olympiska kommitténs lag som tog guld i lagtävlingen i florett vid olympiska sommarspelen 2020 i Tokyo.